# Ti’erra Brown
Ti’erra Brown (ur. 24 października 1989 w Charleston) – amerykańska lekkoatletka specjalizująca się w biegach płotkarskich, olimpijka.
W 2010 zdobyła dwa złote medale podczas mistrzostw NACAC do lat 23. Dwa lata później reprezentowała Stany Zjednoczone na igrzyskach olimpijskich w Londynie, na których zajęła 6. miejsce w biegu na 400 metrów przez płotki. Medalistka mistrzostw kraju.
Stawała na podium mistrzostw NCAA.

## Osiągnięcia
| Rok  | Impreza                       | Miejsce | Konkurencja                     | Lokata     | Wynik  |
| ---- | ----------------------------- | ------- | ------------------------------- | ---------- | ------ |
| 2010 | Młodzieżowe mistrzostwa NACAC | Miramar | bieg na 100 metrów przez płotki | 1. miejsce | 12,86w |
| 2010 | Młodzieżowe mistrzostwa NACAC | Miramar | bieg na 400 metrów przez płotki | 1. miejsce | 55,14  |
| 2012 | Igrzyska olimpijskie          | Londyn  | bieg na 400 metrów przez płotki | 6. miejsce | 55,07  |

## Rekordy życiowe
- Bieg na 60 metrów przez płotki (hala) – 8,00 (Fayetteville, 2010)
- Bieg na 100 metrów przez płotki – 12,84 (Eugene, 2010)
- Bieg na 400 metrów przez płotki – 54,21 (Londyn, 2012)